# Nissan Patrol
Nissan Patrol (яп. 日産・パトロール Nissan Patorōru, в русском языке закрепилось два варианта произношения — «патро́л» и «патру́ль») — японский полноразмерный внедорожник, выпускаемый компанией Nissan с 1951 года.
Patrol — популярный во всём мире внедорожник. Основным его конкурентом является Toyota Land Cruiser.
Patrol был доступен в кузовах с короткой колёсной базой (SWB), трёхдверный, или длинной колёсной базой (LWB) - пятидверная версия. В период с 1988 по 1994 годы, компанией Ford на австралийском рынке Patrol продавался как Ford Maverick. В некоторых европейских странах Patrol, короткое время продавался как Ebro Patrol. С 1980 года известен в Японии как Nissan Safari (日産・サファリ). Patrol доступен в Австралии, Центральной и Южной Америке, Южной Африке, части Юго-Восточной Азии и Западной Европы, а также в Иране и на Ближнем Востоке, в Северной Америке, где так же, как и Nissan Armada является одним из полноразмерных SUV. В 2010 году Patrol стал доступен в Северной Америке, новое поколение Infiniti QX56 имеет общую платформу с Patrol.
Платформа Y61 до сих пор производится в качестве военного автотранспортного средства в странах Азии и Ближнего Востока, также различные версии Patrol широко используются учреждениями ООН. Эти модели Y61 производятся параллельно с текущей Y62. Nissan Patrol четвёртого и пятого поколений являлись основными транспортными средствами, используемыми Ирландской армией.
За всю свою историю принцип конструкции остался неизменным: мощная рама, неразрезные мосты (кроме Y62), тяговитый неприхотливый двигатель.

## Первое поколение

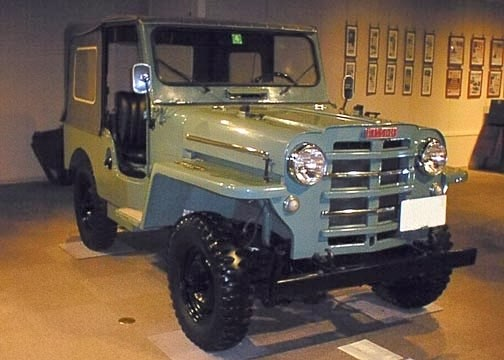
Nissan Patrol первого поколения

В сентябре 1951 года появился 4W60, названный японскими дилерами Nissan - Nissan Store, позже (в 1966 году) переименованный в Nissan Bluebird Store. Общий стиль был похож на Willys Jeep. 4W60 имел 75-сильный 3,7 литровый двигатель Nissan NAK от автобуса Nissan 290, но с подключаемым полным приводом и 4-ступ. механической коробкой передач. На решётке радиатора имелся стальной шильдик Nissan. Была доступна и версия-транспортёр 4W70. 4W60 был заменён в производстве моделью 4W61 в августе 1955 года.
4W61 был аналогичен 4W60, за исключением решётки радиатора (хромированная решётка), цельного ветрового стекла, хромированных полос на капоте, и сидений разных размеров (со стороны пассажира шире, чем водительское). Другие, большие изменения касались двигателя. На 4W61 устанавливался новый двигатель Nissan NB объёмом 3,7 литров и мощностью 92 л.с., позже сменившийся 105-сильным 4,0-литровым двигателем Nissan NC. Значок «NISSAN» на решётке был красным с хромированными надписью и окантовкой. В октябре 1958 года  на смену 4W61 пришла модель 4W65.
За исключением решётки и изменённых передних крыльев и капота, 4W65 была аналогична 4W61. Надпись «NISSAN» оставалась на решётке, шильдики с надписью «Patrol» были добавлены по бокам от капота. Была доступна версия WG4W65, являвшаяся восьмиместным хардтопом-универсалом со складной жёсткой крышей. Короткая серия 4W66 Patrol выпускалась в декабре 1959 года. Единственное отличие состоит в использовании на 4W66 двигателя P, объёмом 4,0 литра и мощностью 125 л.с. Производство 4W66 закончилось в июне 1960 года.

### Nissan 4W70 Carrier
Nissan 4W70 Carrier появился в 1950 году, базой для него стал Dodge M37. 4W70 использовал шасси M37, однако двигатель и трансмиссия были взяты от 4W60 Patrol. Сменилась решётка радиатора, став более узкой, сменились передние крылья. В 1955 году появилась модель 4W72 (обозначение 4W71 было пропущено) с изменёнными капотом, решёткой и головными фарами. На этих автомобилях использовался новый 105-сильный двигатель Nissan NC. Модификация 4W73, появившаяся 1959 году, имела двигатель Nissan P мощностью 145 л.с.
| Модификация                          | Тип кузова                                                                   | Двигатель (бензин) |
| ------------------------------------ | ---------------------------------------------------------------------------- | ------------------ |
| 4W60 (позже названная Nissan Patrol) | SWB: с мягкой крышей (4W60, 61,65,66) SWB: пожарный автомобиль (F4W61,65,66) | NAK/NB/NC/P        |
| Nissan Carrier 4W70/72/73            | Транспортёр пехоты и вооружений                                              | NC/P               |

## Второе поколение

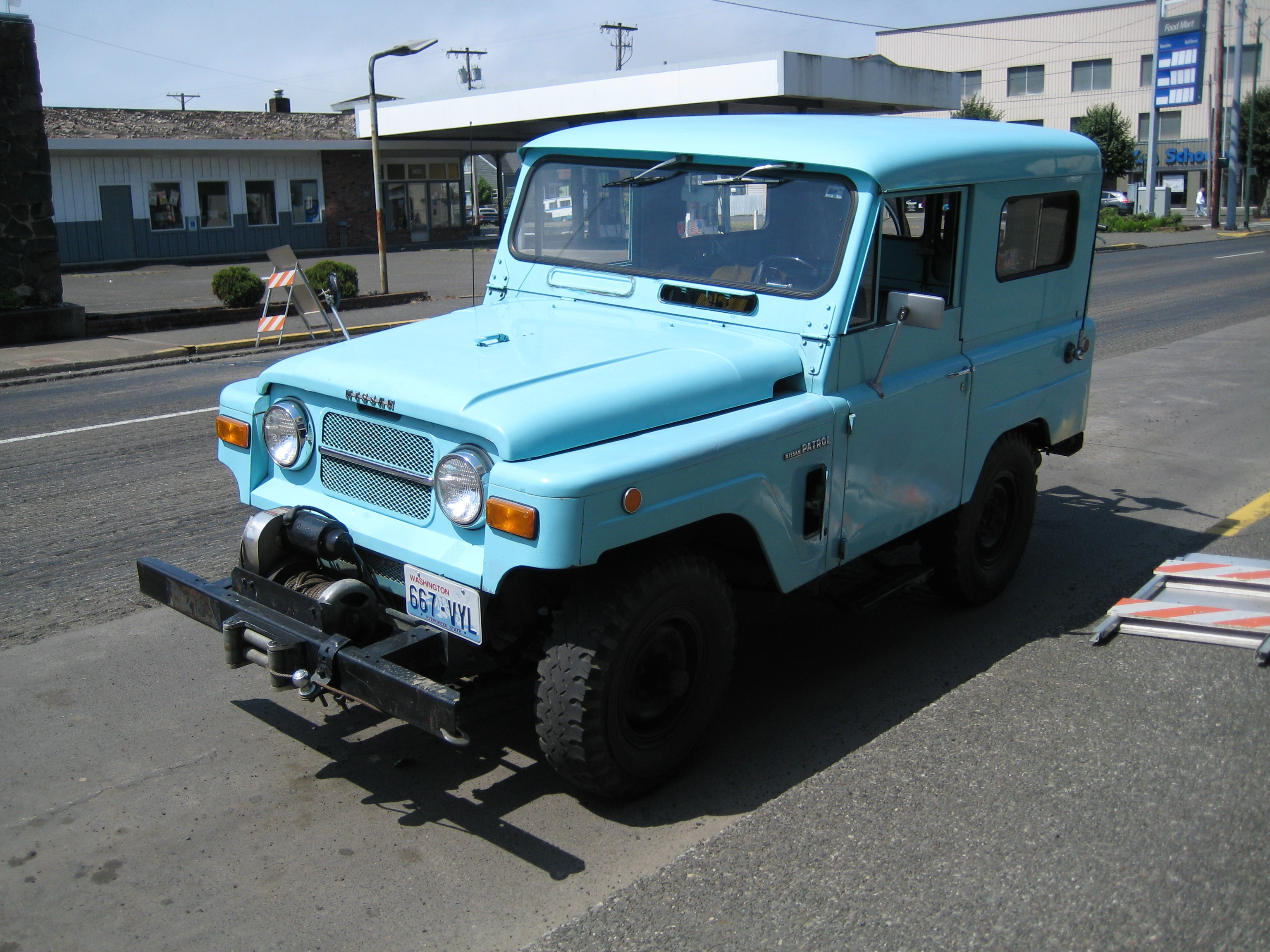
Хардтоп второго поколения Patrol (США)

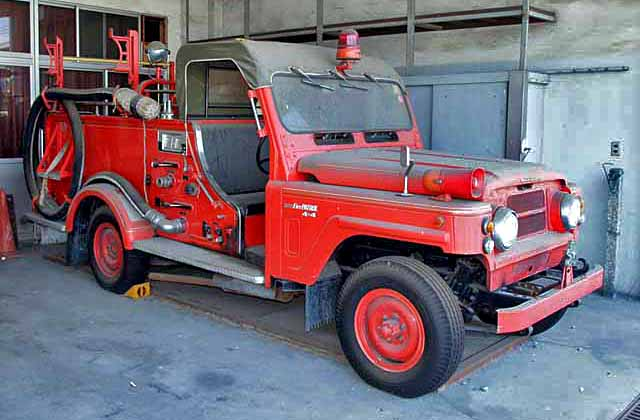
Пожарный автомобиль второго поколения Patrol (Япония)

Nissan Patrol (60 серия, 1959—1980) с мягкой крышей (двухдверный; колёсная база 2200 мм) и G60 (двухдверная; колёсная база 2500 мм) впервые был продан в Австралии в 1960 году. Модели с левым рулём L60/GL60 продавались за пределами Австралии. Nissan Australia утверждают, что Nissan Patrol серии 60 стал первым автомобилем, пересёкшим пустыню Симпсон в Австралии.
В США были доступны модели Patrol только с 1962 по 1969 годы, эти автомобили продавались дилерами Datsun. Так же была доступна версия H60 с удлинённой колёсной базой.
Полноприводный Nissan Patrol 60 серии собирался с короткой, средней и длинной базой. Он имел механическую коробку передач F3B83L, поначалу с тремя, затем с четырьмя скоростями, 2-ступенчатую раздаточную коробку и подключаемый полный привод. Двигатель P, объёмом 4,0 л (3956 куб.см), рядный с верхним расположением клапанов, шестицилиндровый, имеющий камеру сгорания особой формы и полностью сбалансированный коленчатый вал. В то время, как у обычной версии было две двери спереди и одна сзади и четыре сидения (водитель, и пассажир спереди, два параллельных сидения сзади), версия с удлинённой колёсной базой (H60) была доступна с восемью пассажирскими местами.
Другие характеристики включают:
- Колёсная база: 2,2/2,5/2,8 метра
- Максимальная нагрузка: 1000 кг
- Диаметр цилиндра: 85,7 мм
- Ход поршня: 114,3 мм
- Подвеска: рессорная
- Тормоза: барабанные
- Шины: 750×16;
- Объём бака: 64 л

В 1963 году появились модели хардтоп KG60 (и KGL60). Внешний стиль 60 серии напоминал Toyota Land Cruiser.
| Серия    | Кузов | Двигатель (бензин) |
| -------- | --- | ------------------ |
| 60 серия | 60:SWB: с мягкой крышей, K60 хардтоп G60:LWB: WG60 универсал, G60H-A кабина/шасси, 62ZG60H пикап H60:Super LWB: VH60 фургон, FH60 пожарный автомобиль | Двигатель Nissan P |

### Jonga
В 1960-х годах, Индийская армия представила два интересных автомобиля на базе Nissan, это были Nissan Patrol P60 и Nissan 4W73. Первые единицы собирались на заводе Vehicle Jabalpur (VFJ) в 1969 году. Для армейских автомобилей было дано название Jonga, сокращение от Jabalpur Ordinance aNd Guncarriage Assembly. VFJ занимался с 1965 года сборкой автомобилей для индийской армии: 3-тонный грузовик Shaktiman на базе MAN (Германия), 4W73 (1-тонный Carrier) и Nissan Patrol.
Интересно, что оба транспортных средства на базе Nissan имели те же двигатели и большое количество частей от исходных. Jonga также имеет гражданский вариант, оснащённый дизельным двигателем Hino объёмом 4,0 л, но спрос на него был низким, в основном из-за цены и внешнего вида. Всего было продано менее 200 единиц. Jonga служил до конца 1990-х годов, когда он был заменён более лёгкими джипами Mahindra. Во многих армейских частях проходили аукционы по продаже автомобилей гражданским лицам, и в основном, они отправились в сельскую местность.

## Третье поколение
Третье поколение внедорожника выпускалось с 1980 по 1989 годы. Данные машины широко использовались ООН.

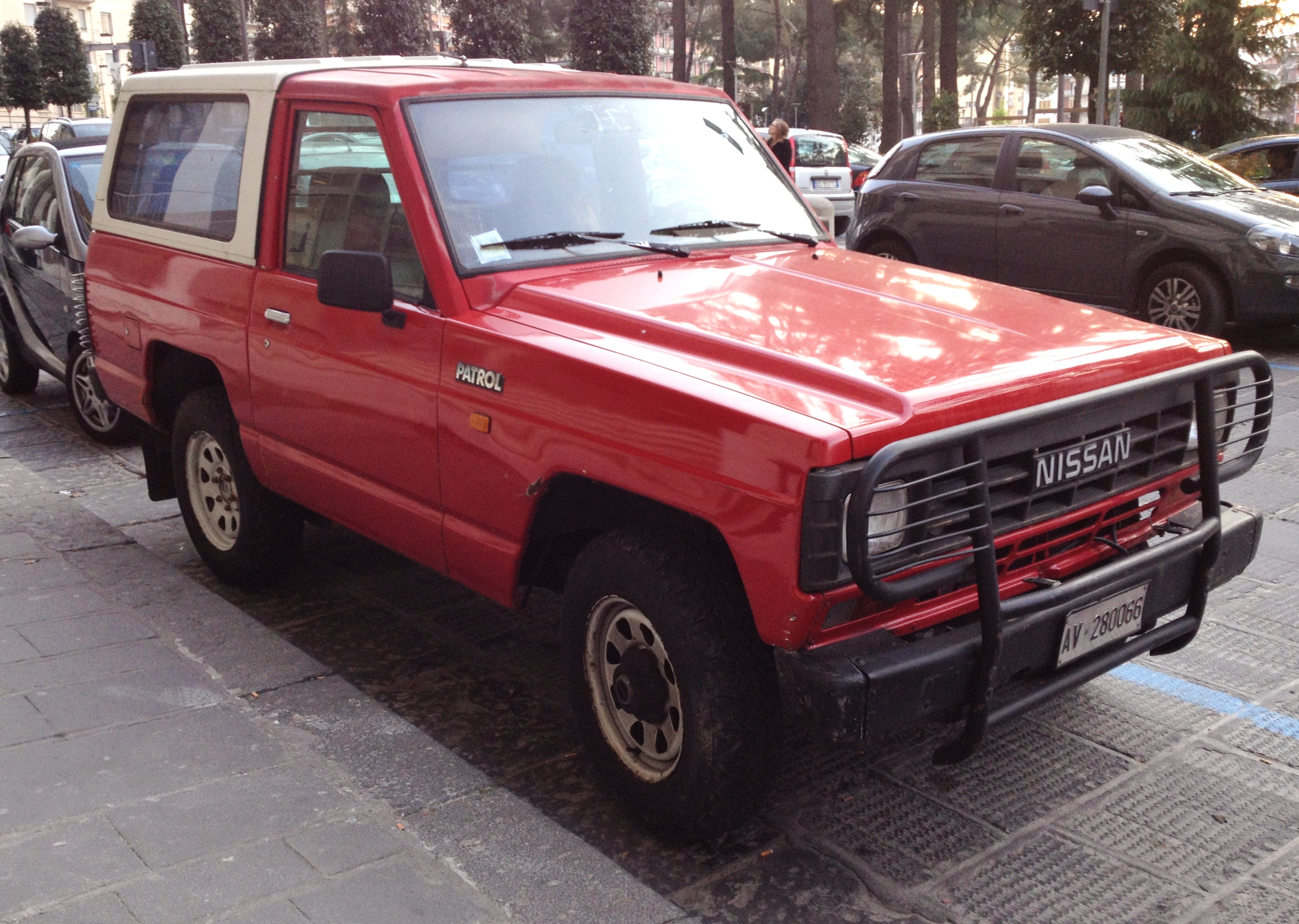
Трёхдверный Nissan Patrol 160

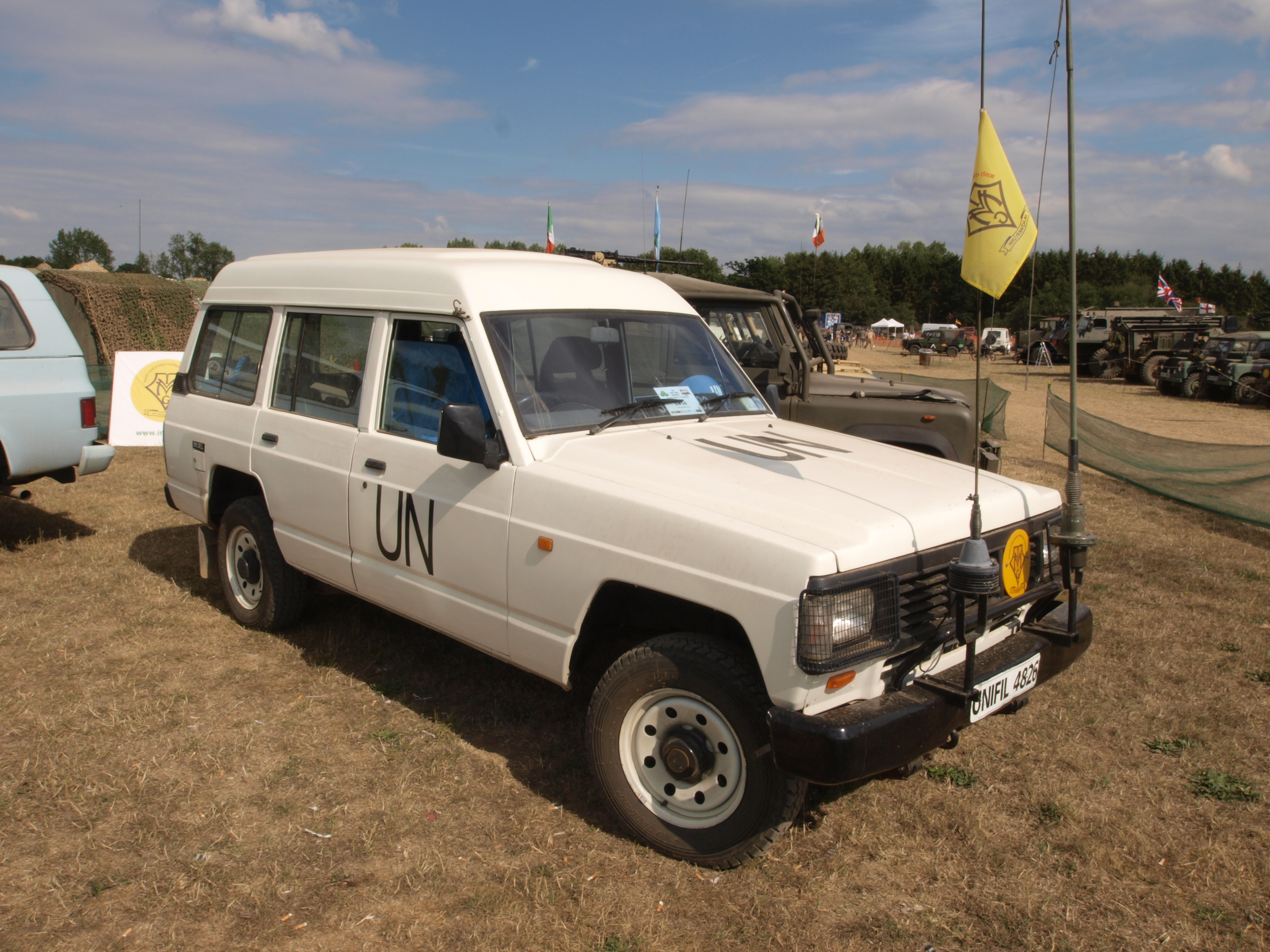
Nissan Patrol, 1995

### 160 Series (MQ / MK)
160 серия (1980—1989) появилась в 1980 году, заняв место 60 серии. В Австралии эта серия официально называлась MQ Patrol. С 1980 года стали доступны двигатели L28, P40 и SD33. Все модели были доступны с 4-ступенчатой механической коробкой передач, хотя 3-ступенчатый автомат был опцией на длиннобазной версии с двигателем L28. Все автомобили Patrol 160 серии имели 2-ступенчатую раздаточную коробку.
Все модели имели рессорную подвеску. Модель SD33 была оснащена бортовой сетью на 24 В. Были доступны различные варианты отделки и цветов салона, с опциями, включающими виниловое или ковровое покрытие, с синим или коричневым цветом внутренней отделки. Кондиционер и усилитель руля были доступны на моделях класса люкс.
Передний дифференциал C200 устанавливался на всех моделях. В Австралии стандартным задним дифференциалом был H233. Некоторые версии оснащались дифференциалом повышенного трения (LSD). На некоторых пикапах и универсалах с двигателем P40 устанавливались тяжёлые модели задних дифференциалов H260. На европейском рынке, где внедорожные характеристики были менее значимы, сзади стоял лёгкий дифференциал модели C200.
В 1983 году модель MQ была доработана (вторая серия). Эти автомобили стали известны как MK Patrol, однако это никак не отобразилось на литературных или сервисных инструкциях Nissan. Дилеры запчастей Nissan так же не принимали различия в названиях. Доработка заключалась в изменении головной оптики и передней подвески. Четырёхступенчатая коробка передач была исправлена и для большинства моделей была добавлена пятая передача. Версия универсала с высокой крышей («Super Roof») появилась в это время, с введением турбодизельного варианта двигателя SD33T. 110-сильный (81 кВт) турбодизель разгонял автомобиль до 145 км/ч.
В это время также обновился дизельный двигатель SD33 с наддувом. Изменения включали в себя использование трёх поршневых колец вместо пяти, сменился масляный фильтр. В Австралии и других странах Patrol с двигателем SD33 имели в стандарте бортовую сеть напряжением 12 В. Для размещения дизельного двигателя с турбонаддувом, эти модели получили усиленное сцепление (270 против 240 мм) и больший масляный радиатор (пять рядов против трёх).
Это были последние автомобили Patrol под брендом Datsun — в соответствии с остальным модельным рядом Nissan, Patrol потерял бренд Datsun в 1984 году на большинстве рынков.

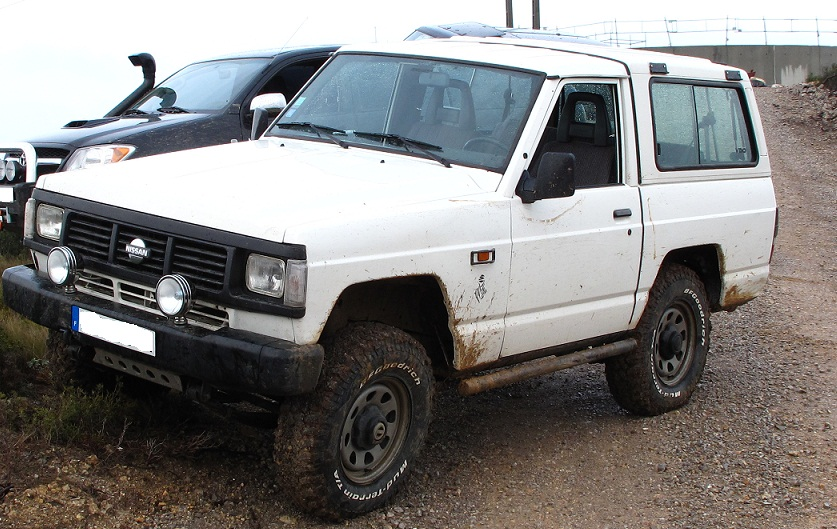
Nissan Patrol 260

### 260 Series
260 серия (1986—2002) — это версия 160 серии, собиравшаяся в Испании (яркое отличие — прямоугольные фары), продававшаяся в Европе и доступная в версиях с короткой и длинной базой с двигателями L28, SD33 и RD28T. Версии с двигателем SD, по крайней мере, на рынке Великобритании, имели бортовую сеть 24 В. Автомобили Patrol, построенные на заводе Ibérica Nissan также получили дизельные двигатели Perkins испанского производства и испанскую трансмиссию соответствующие местным законам. Всё это помогло заводу Nissan Ibérica окупить инвестиции. 260 Patrol позже получил фейслифтинг с новой решёткой, аналогичной устанавливавшейся на Y60 серии. Испанское производство продолжалось до 1994 года с экспортом и до 2002 года для внутреннего испанского рынка.

## Четвёртое поколение

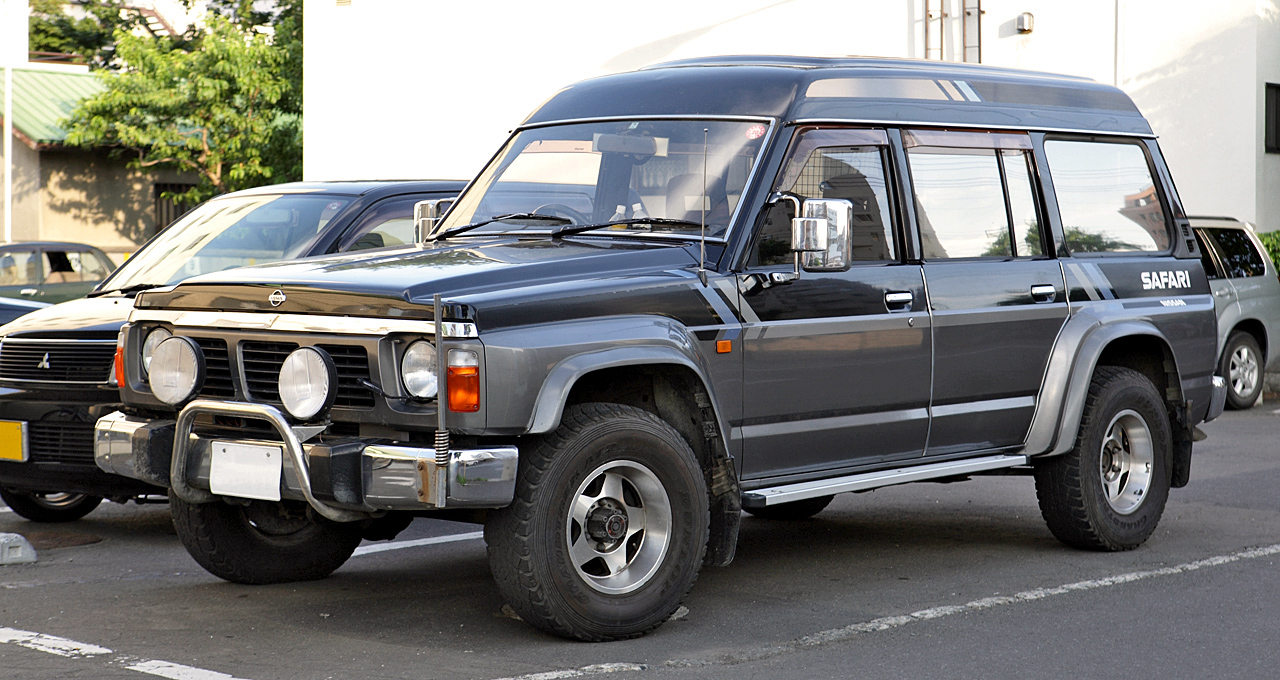
Nissan Safari (Япония

В 1988 году был запущен в производство Nissan Patrol Y60 (1987—1997). Автомобиль пользовался заслуженной популярностью в бывшем СССР, где официально продавался с конца 1992 года (раньше, чем другие комфортабельные японские внедорожники).
Новое поколение Y60 радикально отличается технически от своих предшественников. Patrol получил пружинную подвеску вместо рессорной, что увеличило комфорт и проходимость автомобиля. Однако, была доступна и модель универсал с рессорной задней подвеской, с 1994 года так же получившая пружинную заднюю подвеску. Стабилизаторы устойчивости появились на передней и задней подвеске. Усилитель руля стал стандартным на всех моделях. Все универсалы имеют дисковые тормоза спереди и сзади. Введение синхронизаторов на задней передаче стало ещё одним шагом вперёд по сравнению с предыдущим поколением.
Большинство моделей имело задний дифференциал повышенного трения, кроме того некоторые варианты имели ручную блокировку заднего дифференциала. Некоторые автомобили даже имели карданный привод передней лебёдки, с рычагом управления в салоне, расположенным справа от рычага переключения передач.
Patrol в Японии стали называть Safari, эти автомобили отличались бортовой сетью на 24 В, вместо стандартных 12 В.
Двигатели TD42 и TB42 были доступны как с механической коробкой с пятью передачами, так и четырёхступенчатой автоматической коробкой передач. RD28T и RB30 были доступны только с пятиступенчатой механической коробкой передач.
В Австралии существовало четыре автомобиля, различающихся по уровню отделки салона (DX, RX, ST, Ti).
Среди дилеров стала популярной комплектация автомобилей различными принадлежностями, в том числе багажниками, фаркопами, галогеновыми фарами дальнего света, боковыми подножками. У некоторых австралийских дилеров TD42 был доступен с дополнительным турбонагнетателем Safari.
Уровни отделки салона в Европе сильно различались по странам. Во Франции были такие обозначения, как SLX, LX и другие. В Финляндии автомобили Patrol имели в стандарте две батареи.
В Австралии произошли два основных обновления, одно в 1992 году (GQ Series 2), другое в 1995 году (незначительный фейслифтинг). Наиболее заметные изменения в 1992 году принесли введение впрыска топлива на двигателе TB42, EGR клапана и масляный радиатор на RD28T, новые сиденья, новые комплектации, дополнительная шумоизоляция. GQ Series 2 получила изменённую трансмиссию, подвеску, большие тормоза и колёса. В 1991 году задние указатели поворота, задние фонари и стоп-сигналы были перемещены в бампер, чтобы соответствовать австралийским законам, однако они остались прежними в европейских версиях.
В августе 1993 года на двигателях TD42 был уменьшен расход топлива. Это также имело побочный эффект уменьшения мощности двигателя. Оригинальный двигатель отличался серебряной крышкой головки блока цилиндров, в то время как новый двигатель получил чёрную. На двигателе RD28T изменилось расположение вакуумного насоса. Кроме того, водительские подушки безопасности начали появляться на некоторых европейских моделях.
В 1995 году произошёл небольшой фейслифтинг, с переработанной передней решёткой, а в Австралии появилась модель RX.
Известные проблемы в ходе эксплуатации включали в себя вибрации, разрушение петли на задней двери (из-за массы колеса) и ржавеющие задние оконные рамы. Двигатель RD28T также известен проблемой с прокладкой головки. У европейских коробок передач с пятью скоростями была проблема с неудачным подшипником пятой передачи на больших пробегах. С другой стороны, надёжность TD42 стала почти легендарной. Patrol известен своими сильными осями и хорошим дифференциалом повышенного трения (если он имелся).
С 1988 по 1994 год компания Ford Australia продавала Y60 Patrol, как Ford Maverick. Машины технически были идентичны, но имели различные окраску и уровни отделки.
Все универсалы имели 95-литровый основной топливный бак, к которому мог устанавливаться дополнительно бак на 90 или 95 литров.

### Двигатели
| Двигатель | Объём    | Диаметр цилиндра и ход поршня | Мощность                 | Макс.момент            | Степень сжатия | Конструкция                          | Особенности                                                                 |
| --------- | -------- | ----------------------------- | ------------------------ | ---------------------- | -------------- | ------------------------------------ | --------------------------------------------------------------------------- |
| RB30S     | 2962 см³ |                               | 100 кВт при 4800 об/мин  | 224 Нм при 3000 об/мин |                | рядный шестицилиндровый SOHC, бензин |                                                                             |
| TB42S     | 4169 см³ | 96 x 96 мм                    | 125 кВт при 4200 об/мин  | 325 Нм при 2800 об/мин | 8,3:1          | рядный шестицилиндровый OHV, бензин  | головка блока цилиндров с поперечным потоком, верхний распределительный вал |
| TB42E     | 4169 см³ | 96 x 96 мм                    | 135 кВт при 4400 об/мин  | 320 Нм при 3200 об/мин |                | рядный шестицилиндровый OHV, бензин  | головка блока цилиндров с поперечным потоком, верхний распределительный вал |
| RD28T     | 2826 см³ | 85 х 83 мм                    | 91,9 кВт при 4400 об/мин | 255 Нм при 2000 об/мин | 19,0ː1         | рядный шестицилиндровый OHV, дизель  | турбонаддув                                                                 |
| TD42      | 4169 см³ | 96 x 96 мм                    | 85 кВт при 4000 об/мин   | 264 Нм при 2000 об/мин | 22,7:1         | рядный шестицилиндровый OHV, дизель  | головка блока цилиндров с поперечным потоком, верхний распределительный вал |

Это поколение Patrol существует в игре Дальнобойщики 2 под названием «Сафари».

## Пятое поколение

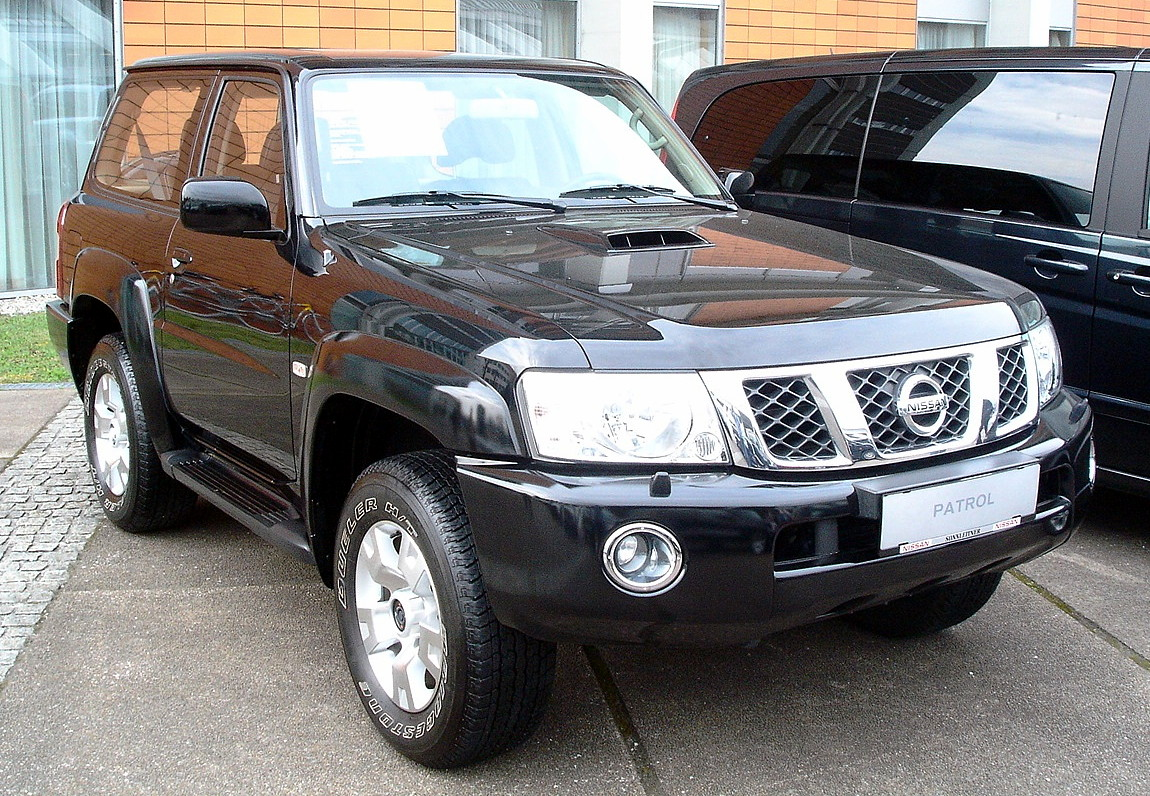
Patrol Y61 после рестайлинга

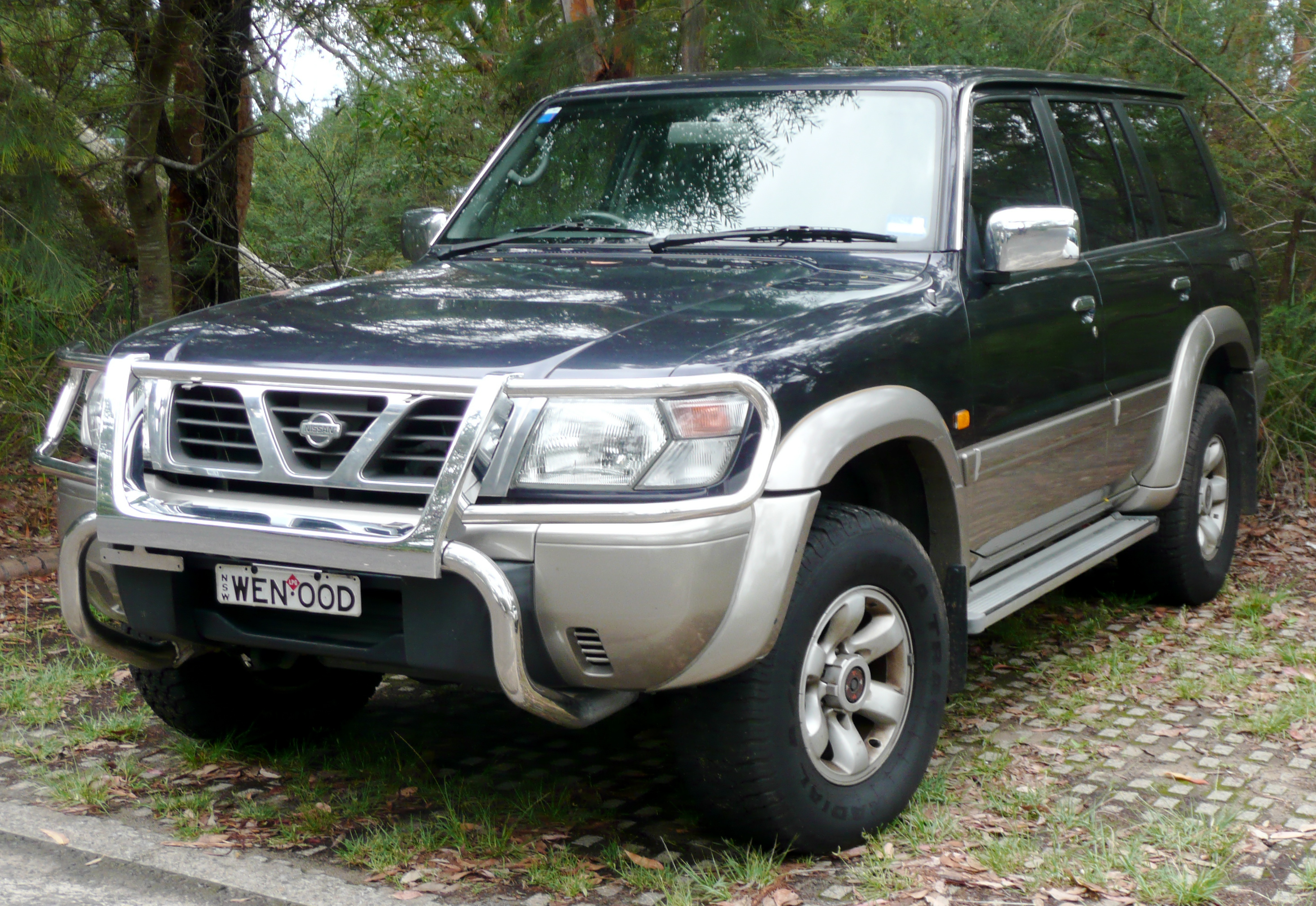
Patrol Y61 до рестайлинга

Пятое поколение Nissan Patrol (1997—2010), получившее индекс Y61, было впервые показано в декабре 1997 года на Франкфуртском автосалоне. До конца 2012 автомобили, произведённые в Японии, продавались в Арабские Эмираты, а оттуда ввозились в Россию. В 2004 году был проведён рестайлинг модели: появились новая оптика, бамперы, новый бензиновый двигатель 4,8 л, 245 л. с. В том же году, из-за падения продаж, Nissan прекратил продавать Safari в Японии.
Двигатели: дизельные 2,8 л (116 л. с.) RD28, 2,8 л (125 л. с.) ZD30, 3,0 л (160 л. с.) TD42, 4,2 л (125 л. с.),TD42-T, 4,2 л (165 л. с.) а также бензиновые 4,5 л (200 л. с.) TB45 и 4,8 л (248 л. с.) TB48. Двигатель RD28 считался не плохим мотором, но был явно слаб для такой большой машины. Обновлённый же 3-литровый дизель ZD30 был крайне не удачным и ненадежным мотором, ресурс которого до капитального  ремонта часто не выезжал и 100 000 км. Это подорвало репутацию модели в тех странах, где она продавалась с этим мотором, в первую очередь, в Европе и странах СНГ. Большие же моторы объёмом 4,2 дизель и 4,8 бензин — изначально специально разработанные для этой модели — получились очень удачными, а в плане ресурса, пожалуй, лучшими из моторов выпускаемых в новом тысячелетии. Из недостатков можно только сказать о высоком расходе топлива у бензиновой версии. Но, к сожалению, список стран куда модель поставлялась с этими моторами был коротким. В России официальными дилерами предлагалась модификация с бензиновым мотором, но из-за большей стоимости и пугающего многих расхода топлива, она не пользовалась большим спросом, покупатели в большинстве случаев предпочитали дизель. Коробка передач автоматическая 4- или 5-диапазонная (привычная и соответствующая низкооборотистым, высокообъёмным рядным шестицилиндровым моторам или механическая, 5-ступенчатая (для любителей офф-роуда). Поскольку в раздаточной коробке отсутствует межосевой дифференциал, передний мост подключается жёстко по Part-time схеме, что прибавляло надёжности при эксплуатации на бездорожье, но снижало потребительские свойства при передвижении по дорогам, в этом Patrol сильно уступал Land Cruiser от Toyota, на котором начиная с модели 80 был доступен к заказу постоянный полный привод.
Подвеска спереди и сзади пружинно-рычажная, зависимая со стабилизатором поперечной устойчивости. В ступицах переднего моста были в зависимости от модификации использованы механические и автоматические хабы. На моделях последних лет, выпускаемых в ОАЭ передний мост не отключаем от колес. В заднем мосту на большинстве модификаций идёт блокируемый межколёсный диференциал. Коррозионная стойкость кузова и рамы, на среднем уровне и при эксплуатации в суровых условиях зимы и реагентов требует обязательной антикоррозийной обработки и в целом уступает конкуретнам от Toyota в этом плане.
Была выпущена версия двухдверного пикапа серии Y61. Хотя началось производство новой модели, серия Y61 продолжала продаваться, но только в нескольких вариантах с базовой отделкой.
Автомобили с двигателем TB48 стали очень популярны в Саудовской Аравии и ОАЭ, где они модифицировались и легко соревновались с такими автомобилями, как Lamborghini и Ferrari по ускорению. В других случаях двигатель TB48 перестраивался под мощность более 2000 л.с. (1491 кВт) для свободного передвижения по песчаным барханам. По состоянию на 2014 год, компания Nissan прекратила выпуск модели пятого поколения во всём мире, кроме ОАЭ, где он по прежнему продается и называется Patrol Super Safari. Сейчас на местном рынке модель доступна с единственным бензиновым мотором ТВ48, но предлагается в короткой 3-дверной  и длинной 5-дверной версии, как с МКПП, так и с АКПП. Машина конкурирует на рынке ОАЭ ещё с одним долгожителем местного рынка — Land Cruiser 70, который, однако, более утилитарен и не располагает АКПП. Многие фанаты марки во всём мире считают именно Y61 настоящим Nissan Patrol и предпочитают его следующей генерации Y62.

## Шестое поколение

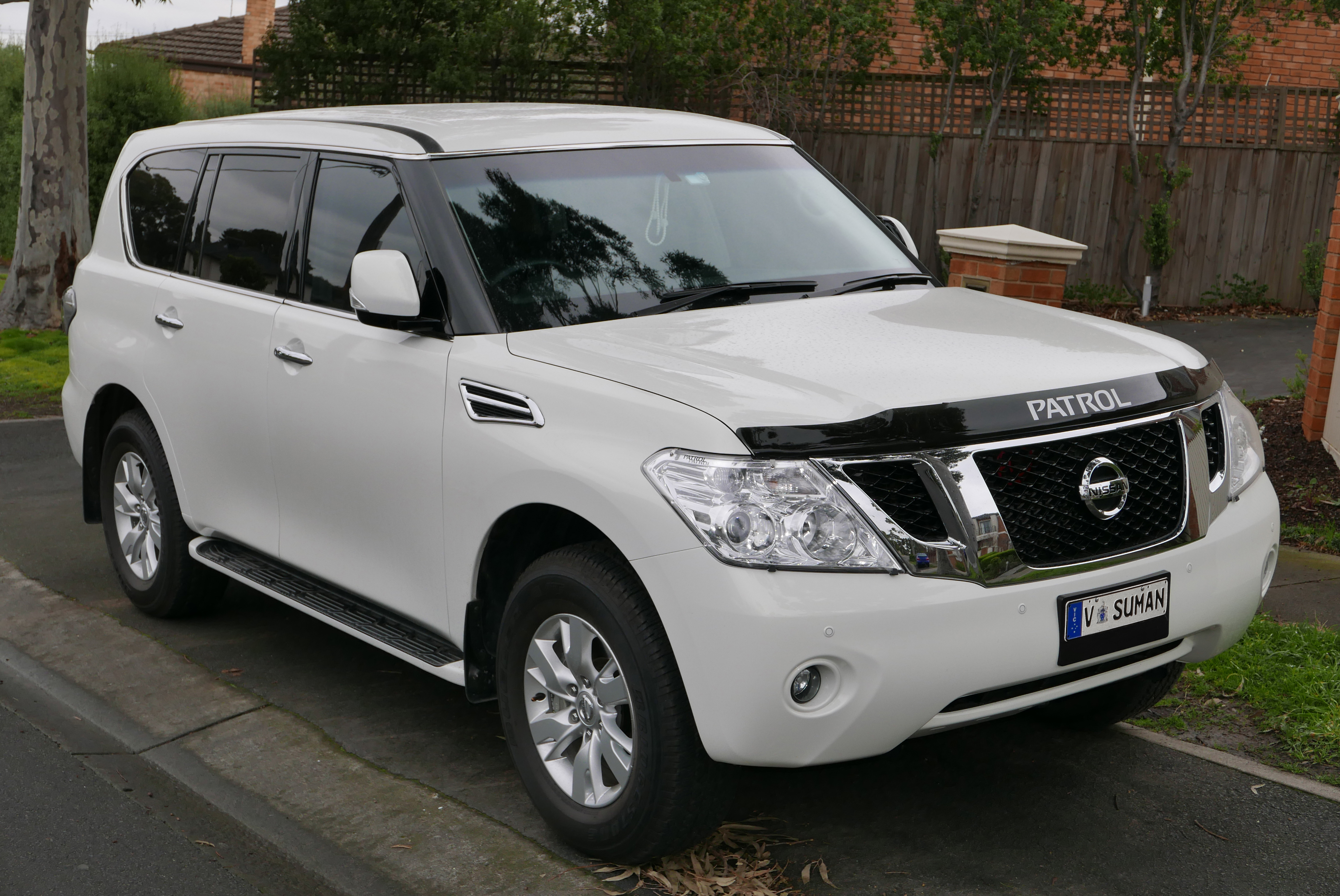
Patrol Y62, Австралия

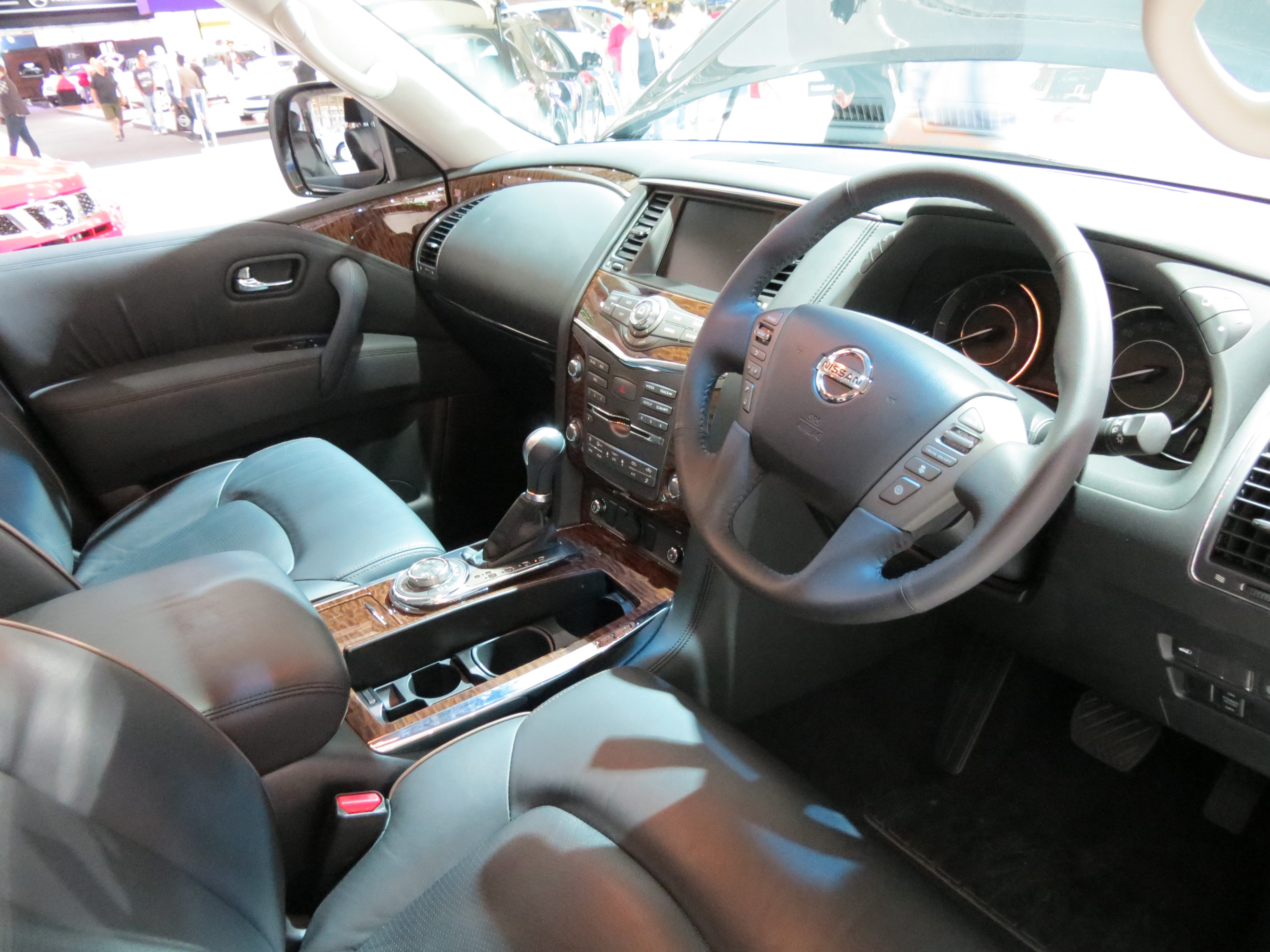
Салон Patrol Y62, Австралия

Полностью обновлённое, шестое поколение серии Y62 Nissan Patrol, было представлено 13 февраля 2010 года на VIP-мероприятии в Абу-Даби. Роскошная версия (Z62) продавалась как Infiniti QX56 с 2010 года и была переименована в Infiniti QX80 в 2013 году. Y62 появился в Северной Америке под шильдиком Armada и был представлен в 2016 году на Чикагском автосалоне для рынка США в качестве замены для Nissan Armada (WA60).
Y62 имеет 5,6-литровый двигатель V8 модели VK56VD мощностью 400 л. с. (298 кВт) и крутящим моментом 560 Н·м. Двигатель оснащён системой изменения фаз газораспределения «VVEL» и прямого впрыска «DIG», в паре с семиступенчатой автоматической коробкой передач. Система полного привода позволяет переключаться между четырьмя режимами: песок, дорога, камни и снег. У автомобиля также имеется электронная блокировка заднего дифференциала, система трогания и контроля спуска с холмов. Версия Infiniti была запущена в США в 2010 году, а Patrol продается там с 60 серии. Версия Nissan Patrol запущена в продажу в Австралии с начала 2013 года.
Nissan Patrol предлагается в четырёх различных уровнях отделки на Ближнем Востоке: XE, SE, LE и City Package. В Австралии предлагаются уровни отделки салона Ti и Ti-L, и ранее была доступна ST-L.
В 2014 году произошёл значительный фейслифтинг: изменились задние фонари, появились встроенные светодиодные фары. Добавлен новый интерьер и новые комплекты колёс.
Nissan также представила ограниченную серию Patrol Black Special Edition - ожидается выпуск всего 200 единиц. Эти автомобили будут отличаться от стандартных отделкой, которая будет включать в себя красные сиденья, хромовые детали и чёрную матовую окраску кузова.

### Patrol Nismo
При появлении бренда Nismo на Ближнем Востоке, Nissan Patrol Nismo был представлен на мероприятии, посвящённом показу в Дубае вместе с GT-R Nismo и 370Z Nismo. В отличие от стандартного Patrol, версия Nismo оснащена 5,6-литровым двигателем V8 мощностью 428 л.с. (319 кВт), настроенным мастерами Takumi компании Nissan.

### Patrol Desert Edition
Nissan Patrol Desert Edition был представлен компанией Nissan на Дубайском автосалоне 10 ноября 2015 года. Автомобиль, разработанный Мохаммед бин Сулайемом, будет продаваться только на Ближнем Востоке.